# Rosalyn Landor
Rosalyn Landor (Hampstead, 7 ottobre 1958) è un'attrice e doppiatrice britannica.

## Biografia
È figlia di un attore e presentatore britannico e di un'irlandese. Inizia la sua carriera al teatro dove recita in molte opere shakespeariane.
In seguito lavora in numerose serie televisive. Si dedica anche al doppiaggio, prestando la voce al personaggio della Fata Turchina nella serie House of Mouse - Il Topoclub e nella saga di Kingdom Hearts.

## Filmografia

### Cinema
- The Devil Rides Out, regia di Terence Fisher (1968)
- Il meraviglioso Mr. Blunden (The Amazing Mr. Blunden), regia di Lionel Jeffries (1972)
- Divorzia lui divorzia lei (Divorce His, Divorce Hers), regia di Waris Hussein (1973)
- Cattive compagnie (Bad Influence), regia di Curtis Hanson (1990)

### Televisione
- Jane Eyre nel castello dei Rochester (Jane Eyre), regia di Delbert Mann – film TV (1970)
- Racconti del brivido (Hammer House of Horror) – serie TV, episodio 1x10 (1980)
- Gloria Vanderbilt (Little Gloria... Happy at Last) – miniserie TV, 2 puntate (1982)
- Le avventure di Bailey (Rumpole of the Bailey) – serie TV, 4 episodi (1983)
- Oxbridge Blues – serie TV, episodio 1x01 (1984)
- La spada di Merlino (Arthur the King), regia di Clive Donner – film TV (1985)
- Gli occhi dei gatti (C.A.T.S. Eyes) – serie TV, 12 episodi (1985-1987)
- Matlock – serie TV, episodio 1x24 (1987)
- Star Trek: The Next Generation – serie TV, episodio 2x18 (1989)

### Doppiatrice
- Tazmania (Taz-Mania) - serie animata (1991-1995)
- La rivincita dei Cattivi (Disney's Villain's Revenge) - videogioco (1999)
- House of Mouse - Il Topoclub (House of Mouse) - serie animata (2001-2003)
- Broken Sword 5: La maledizione del serpente (Broken Sword 5: The Serpent's Curse) - videogioco (2014)

## Doppiatrici italiane
- Lisa Mazzotti in Racconti del brivido[1]
- Doriana Chierici in Gloria Vanderbilt
- Micaela Esdra ne Gli occhi dei gatti

Da doppiatrice è sostituita da: 
- Francesca Guadagno in House of Mouse - Il topoclub, La rivincita dei Cattivi[2]
- Debora Magnaghi in Broken Sword 5: La maledizione del serpente[3]